# Scott Thornton
Scott Christopher Thornton (* 9. Januar 1971 in London, Ontario) ist ein ehemaliger kanadischer Eishockeyspieler, der im Verlauf seiner Karriere zwischen 1990 und 2008 unter anderem 1020 Spiele für die Toronto Maple Leafs, Edmonton Oilers, Canadiens de Montréal, Dallas Stars, San Jose Sharks und Los Angeles Kings in der National Hockey League (NHL) auf der Position des linken Flügelstürmers bestritten hat Seinen größten Karriereerfolg feierte Thornton jedoch in Diensten der Cape Breton Oilers mit dem Gewinn des Calder Cups der American Hockey League (AHL) im Jahr 1993.

## Karriere

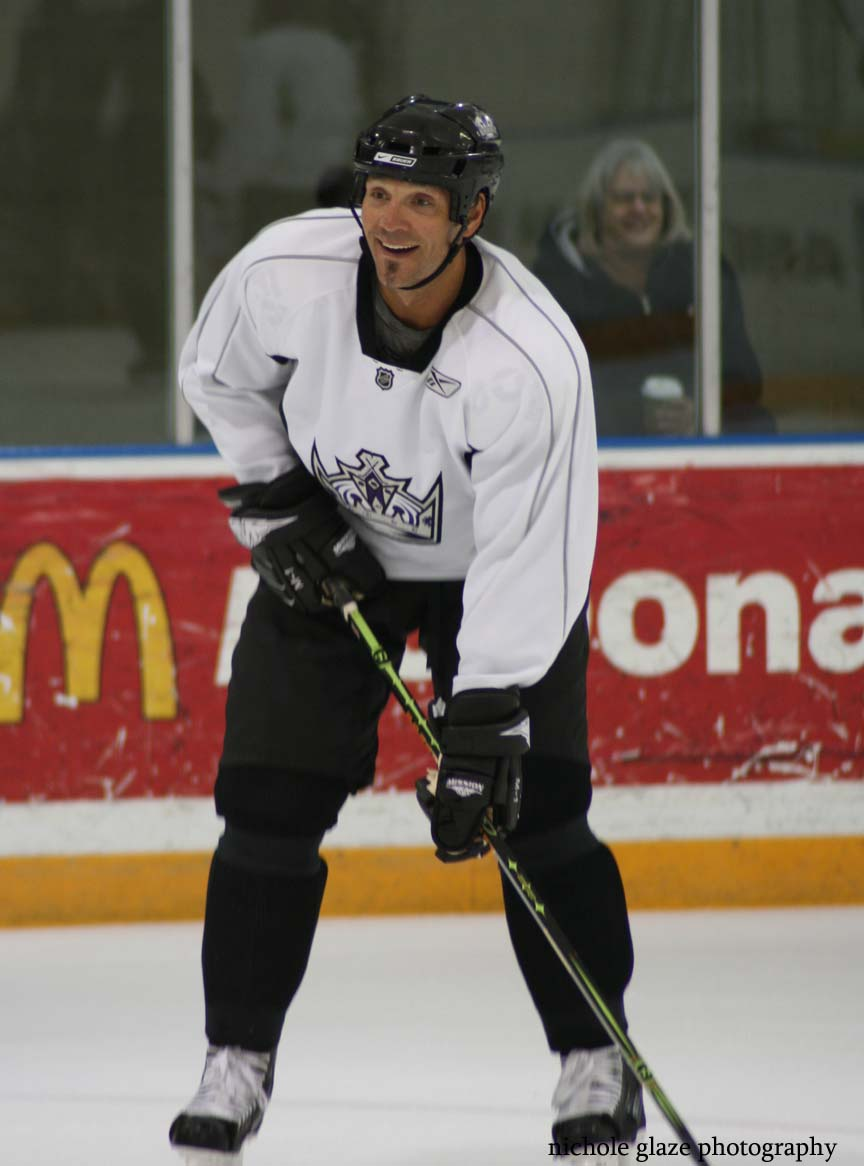
Thornton während einer Trainingseinheit bei den Los Angeles Kings (2007)

Thornton begann seine Karriere bei den London Diamonds, einer Nachwuchsmannschaft in der kanadischen Provinz Ontario, ehe er im Sommer 1987 in die kanadische Juniorenliga Ontario Hockey League (OHL) zu den Belleville Bulls wechselte. Dort brachte er gute Leistungen als defensiver Stürmer und wurde im NHL Entry Draft 1989 in der ersten Runde an der dritten Position von den Toronto Maple Leafs aus der National Hockey League (NHL) ausgewählt. Er spielte noch die Saison 1989/90 sowie drei Spiele der Spielzeit 1990/91 in der OHL, ehe er in die NHL nach Toronto wechselte.
Dort spielte er in seinem ersten Jahr 33 Spiele für die Maple Leafs, wurde aber kurz vor der Saison 1991/92 gemeinsam mit Vincent Damphousse, Peter Ing und Luke Richardson zu den Edmonton Oilers transferiert. Im Gegenzug wechselten Grant Fuhr, Glenn Anderson und Craig Berube nach Toronto. In den folgenden zwei Jahren kam Thornton nur selten in der NHL zum Einsatz und spielte hauptsächlich in der American Hockey League (AHL) bei den Cape Breton Oilers, dem Farmteam von Edmonton. Dort konnte er sich weiterentwickeln und spielte beim Gewinn des Calder Cups im Frühjahr 1993 eine wichtige Rolle als hart spielender und defensiv ausgerichteter Stürmer. Zum Spieljahr 1993/94 schaffte Thornton schließlich den Durchbruch in der NHL und wurde Stammspieler in Edmonton, wo er hauptsächlich in der Checking-Line aufgeboten wurde. Das Team hatte allerdings keinen großen sportlichen Erfolg und im September wurde Thornton im Tausch für Andrei Kowalenko an die Canadiens de Montréal abgegeben.
Dreieinhalb Jahre spielte er in der Folge für die Canadiens und konnte mit dem Team im Jahr 1998 in die zweite Runde der Playoffs vordringen. Im Januar 2000 transferierten ihn die Canadiens für den Finnen Juha Lind zu den Dallas Stars. Die Stars hatten im Jahr zuvor den Stanley Cup gewonnen und zählten als Titelverteidiger zu den Topfavoriten. Und tatsächlich konnten sie erneut das Stanley-Cup-Finale erreichen, unterlagen dort jedoch den New Jersey Devils. Trotz guter Leistungen von Scott Thornton wurde sein Vertrag zum Saisonende nicht verlängert und er unterschrieb einen Kontrakt bei den San Jose Sharks, bei denen er seine erfolgreichste Zeit hatte. In der Saison 2000/01 schaffte er mit 36 Scorerpunkten eine persönliche Bestleistung, die er im Jahr darauf auf 42 Punkte verbesserte. War die Saison 2002/03 von Verletzungen geprägt, so gehörte Thornton zu den Schlüsselspielern der Sharks beim Erreichen des Finales der Western Conference in den Stanley-Cup-Playoffs 2004.
Nachdem sich der Start der NHL-Saison 2004/05 wegen des Lockouts immer weiter hinauszögerte und eine Absage der Saison abzusehen war, unterschrieb Thornton einen Vertrag bei Södertälje SK in der schwedischen Elitserien. Die Saison 2005/06 spielte er wieder bei den San Jose Sharks, sein Vertrag wurde aber im Sommer 2006 nicht verlängert und so wechselte er zu den Los Angeles Kings, bei denen er nach zwei Jahren seine Karriere im Alter von 37 Jahren beendete.

## Erfolge und Auszeichnungen
- 1991 Goldmedaille bei der Junioren-Weltmeisterschaft
- 1993 Calder-Cup-Gewinn mit den Cape Breton Oilers

## Karrierestatistik

### International
Vertrat Kanada bei:
- Junioren-Weltmeisterschaft 1991
- Weltmeisterschaft 1999

(Legende zur Spielerstatistik: Sp oder GP = absolvierte Spiele; T oder G = erzielte Tore; V oder A = erzielte Assists; Pkt oder Pts = erzielte Scorerpunkte; SM oder PIM = erhaltene Strafminuten; +/− = Plus/Minus-Bilanz; PP = erzielte Überzahltore; SH = erzielte Unterzahltore; GW = erzielte Siegtore; 1 Play-downs/Relegation; Kursiv: Statistik nicht vollständig)

## Familie
Scott Thorntons Cousin ist Joe Thornton, ebenfalls Eishockeyspieler in der NHL. Joe Thornton war die erste Auswahl im NHL Entry Draft 1997 und erhielt 2006 die Hart Memorial Trophy als wertvollster Spieler sowie die Art Ross Trophy als bester Scorer der NHL. Gemeinsam spielten sie von Dezember 2005 bis zum Sommer 2006 bei den San Jose Sharks.